# Guerra danese-svedese (1657-1658)
La guerra danese-svedese del 1657-1658 fu un conflitto tra Svezia e Danimarca-Norvegia sorto nel corso della Seconda guerra del nord. Nel 1657, Carlo X di Svezia ed il suo esercito si trovavano impantanati in Polonia. Federico III di Danimarca vide in questo fatto l'opportunità di riprendere i territori perduti nel 1645 ai sensi del trattato di Brömsebro ed attaccò perciò la Svezia. Lo scoppio della guerra con la Danimarca concesse però a Carlo X la scusa per ritirarsi dalla fallimentare campagna militare polacca e muoversi verso la Danimarca.

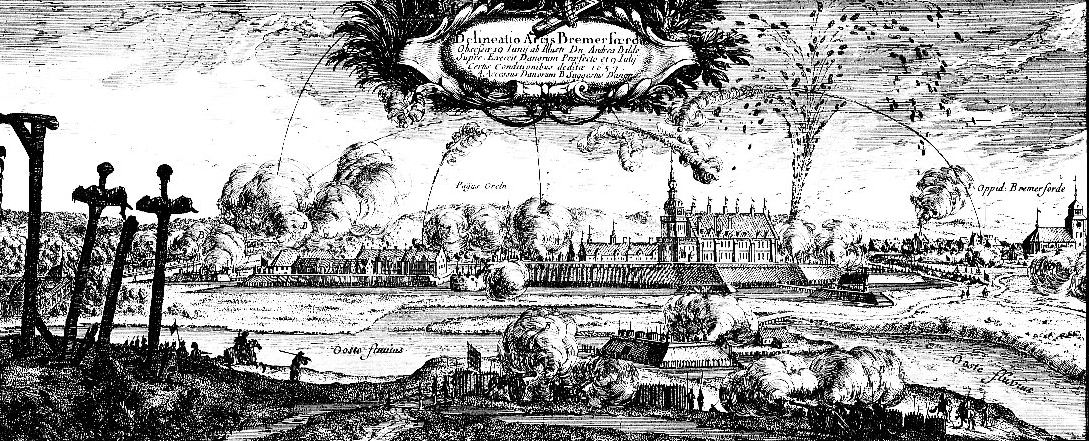
Bremervörde nel ducato svedese di Brema-Verden sotto attacco degli svedesi nel 1658.

Un duro inverno aveva costretto la flotta danese-norvegese nei porti e negli stretti ghiacciati del Grande Belt e del Piccolo Belt. Penetrati nello Jutland da sud, i 7000 soldati dell'esercito svedese eseguirono una marcia sul Piccolo Belt ghiacciato verso l'isola danese di Funen il 30 gennaio 1658. Gli svedesi catturarono l'isola di Funen nel giro di alcuni giorni per poi procedere verso quelle vicine di Langeland, Lolland e Falster. L'esercito svedese continuò verso la Selandia, minacciando la capitale danese di Copenaghen. I rapidi attacchi svedesi attraverso i Belt ghiacciati risultarono completamente inaspettati; Federico III considerò l'idea di scontrarsi direttamente in battaglia con gli svedesi, ma i suoi consiglieri ritenevano che questo era un rischio e pertanto consigliarono alla Danimarca di scendere a patti col trattato di Roskilde del 26 febbraio 1658.
La Svezia ottenne una vittoria prestigiosissima, e la Danimarca-Norvegia subì invece una costosa sconfitta. La Danimarca-Norvegia dovette cedere la Skåneland (province danesi di Scania, Halland, Blekinge e l'isola di Bornholm) oltre alle province norvegesi di Bohuslen e Trondhjem len (Trøndelag e Nordmøre) alla Svezia. Halland era già passata sotto il controllo degli svedesi sin dal Trattato di Brömsebro nel 1645, ma ora divenne ufficialmente territorio svedese.